# Parafia św. Michała Archanioła w Sobinie
Parafia pw. Świętego Michała Archanioła w Sobinie – parafia rzymskokatolicka w dekanacie polkowickim w diecezji Legnickiej.
Jej proboszczem jest ks. Marek Kurzawa. Kościół parafialny mieści się przy ulicy Turkusowej, pod numerem 7 w Sobinie. Obejmuje wsie Sobin, Nowa Wieś Lubińska i Jędrzychów.
Kościołem parafialnym jest kościół pw. Świętego Michała Archanioła w Sobinie, ponadto podlegają jej kościół pw. Świętych Szymona Apostoła i Judy Tadeusza w Nowej Wsi Lubińskiej oraz Kościół św. Bartłomieja Apostoła w Jędrzychowie.